# Steve Shagan
Stephen H. Shagan (* 25. Oktober 1927 in Brooklyn, New York City; † 30. November 2015 in Los Angeles, Kalifornien) war ein US-amerikanischer Schriftsteller, Drehbuchautor und Filmproduzent.

## Leben
Steve Shagan war der Sohn von Rachel Rosenzweig und Barnard H. Shagan. Nachdem er die Highschool vorzeitig abbrechen musste, trat er während des Zweiten Weltkrieges der United States Coast Guard bei. Während dieser Zeit begann er mit dem Schreiben. Mit seiner Frau Elizabeth Florance "Betty" Ricker, die er 1956 ehelichte, zog er 1958 nach Hollywood, wo er mehrere Hilfsjobs hatte. So arbeitete er in kleineren Theatern und war unter anderem Kabelträger bei den MGM Studios. Später schaffte er es, an Drehbüchern mitzuschreiben und als Produzent für die in Mexiko gedrehte Fernsehserie Tarzan zu arbeiten. Allerdings hörte er auf Anraten seiner Frau wieder damit auf und konzentrierte sich fortan ganz aufs Schreiben.
Mit Save the Tiger debütierte Shagan 1972 schließlich als Schriftsteller. Bereits ein Jahr später erschien, mit Jack Lemmon und Jack Gilford in den Hauptrollen, die gleichnamige Verfilmung seiner Satire. Für die Adaption seines eigenen Buches wurde er bei der Oscarverleihung 1974 für das Beste Originaldrehbuch nominiert. Für die Romanverfilmung Reise der Verdammten erhielt er gemeinsam mit David Butler, neben einer Golden-Globe-Nominierung für das Beste Filmdrehbuch, 1977 seine zweite Oscarnominierung. Dieses Mal in der Kategorie Oscar/Bestes adaptiertes Drehbuch. Für die Adaption seines eigenen Romanes Die Formel erhielt er bei der Verleihung des negativen Filmpreises Goldene Himbeere 1981 sowohl als Schlechtester Film als auch für das Schlechteste Drehbuch jeweils eine Nominierung.

## Werk
- Save the Tiger (1972)
  - Strassen der Nacht, München 1976, Heyne Verlag, 142 Seiten, ISBN 3-453-10286-X
- City of Angels (1975)
- Nightwings (1978; mit Martin Cruz Smith)
- The Formula (1979)
  - Die geheime Formel, München 1981, Moewig-Verlag, 336 Seiten, ISBN 3-8118-2162-8
- The Circle (1982)
- The Discovery (1984)
- Vendetta (1986)
  - Vendetta, Zürich 1987, Schweizer Verlags-Haus, 324 Seiten, ISBN 3-7263-6512-5
- Pillars of Fire (1990)
- A Cast of Thousands (1994)

## Filmografie (Auswahl)
- 1971: A Step Out of Line (Fernsehfilm)
- 1973: Save the Tiger
- 1975: Straßen der Nacht (Hustle)
- 1976: Reise der Verdammten (Voyage of the Damned)
- 1979: Die Affäre Garibaldi (The House on Garibaldi Street)
- 1979: Schwingen der Angst (Nightwing)
- 1980: Die Formel (The Formula)
- 1987: Der Sizilianer (The Sicilian)
- 1996: Der Untergang der Cosa Nostra (Gotti)
- 1996: Zwielicht (Primal Fear)